# タジキスタンの世界遺産
タジキスタンの世界遺産（タジキスタンのせかいいさん）はユネスコの世界遺産に登録されているタジキスタン国内の文化・自然遺産の一覧。

## 文化遺産
- サラズムの原始都市（2010年）
- シルクロード:ザラフシャン＝カラクム回廊（2023年）

## 自然遺産
- タジキスタン国立公園 - パミールの山々（2013年）

## 複合遺産
なし